# Dakota Johnson
Pour les articles homonymes, voir Johnson.
Dakota Johnson, née le 4 octobre 1989 à Austin (Texas, États-Unis) est une actrice, productrice et mannequin américaine.
Descendant d'une lignée d'artistes de renoms, puisqu'elle est la petite-fille de Tippi Hedren et la fille de Don Johnson et Melanie Griffith, Dakota accède à la célébrité internationale avec son rôle d'Anastasia Steele de la trilogie de films Cinquante Nuances de Grey (2015-2018), tirée du best-seller international éponyme de la romancière britannique E. L. James.

## Biographie

### Jeunesse et mannequinat
Dakota Johnson est l'enfant unique des acteurs américains Don Johnson et Melanie Griffith. Elle est la petite-fille de l'actrice Tippi Hedren et du publicitaire Peter Griffith. Elle est également la nièce de l'actrice Tracy Griffith. Ses parents ont divorcé en 1996 après sept ans de mariage. Elle a trois demi-frères et une demi-sœur paternels : Jesse Wayne Johnson (né le 7 décembre 1982), Atherton Grace Johnson (née le 28 décembre 1999), Jasper Breckinridge Johnson (né le 6 juin 2002) et Deacon Johnson (né le 29 avril 2006). Elle a également un demi-frère et une demi-sœur maternels : Alexander Griffith-Bauer (né le 22 août 1985) et Stella del Carmen Banderas (née le 24 septembre 1996). Elle a été la belle-fille de l'acteur espagnol Antonio Banderas de 1996 à 2015.
Elle a été scolarisée dans de nombreuses écoles au gré de la carrière de ses parents, dont l'Aspen Community School d'Aspen dans le Colorado, la Santa Catalina School de Monterey en Californie, et la New Roads School de Santa Monica en Californie.
À dix ans, elle s'initie au métier d'actrice de cinéma avec un petit rôle (son propre rôle, au côté de sa mère, et de sa demi-sœur Stella) du film La Tête dans le carton à chapeaux (Crazy in Alabama) d'Antonio Banderas. Elle se passionne pour la danse, et s'initie au mannequinat à l'âge de douze ans, à la suite de photos d'enfants célèbres publiées dans le magazine de mode Teen Vogue. Elle signe un contrat de mannequinat avec les agences William Morris Agency, et IMG Models à l'âge de 17 ans, et devient l'égérie de la marque Mango en 2009,.
En mai 2020, elle révèle se battre contre la dépression depuis l'âge de 14 ans - ce qui l'a conduit en cure de désintoxication en 2007.

### Débuts au cinéma et à la télévision (2010-2014)
L'année suivante, Dakota Johnson commence sa carrière d'actrice avec le casting du film biographique à succès The Social Network de David Fincher (l'histoire du fondateur de Facebook Mark Zuckerberg), puis participe au drame fantastique pour adolescents Sortilège, avec Vanessa Hudgens et Mary-Kate Olsen.
Elle connait une année 2012 particulièrement chargée : d'abord en tenant des rôles secondaires dans deux films indépendants américains — For Ellen et Goats — puis dans deux comédies — Cinq ans de réflexion et 21 Jump Street —. Mais elle entame surtout le mois de septembre en tête d'affiche de la série télévisée Ben And Kate, diffusée par la Fox. Le programme ne rencontre pas une audience suffisante et est retiré de l'antenne en janvier 2013. Alors que la saison télévisuelle s'achève, elle fait un caméo dans l'épisode final de la série télévisée The Office.
Trois mois plus tard, en septembre 2013, elle est choisie pour incarner l’héroïne Anastasia Steele, dans l'adaptation du best-seller d'E. L. James, Cinquante nuances de Grey, au côté de l'acteur Jamie Dornan. Elle tourne alors dans trois longs-métrages prévus pour une sortie en 2014 : tout d'abord le film d'action Need For Speed, mené par la révélation de la série Breaking Bad, Aaron Paul, puis la comédie potache indépendante Date and Switch (en). Enfin, elle évolue aux côtés de Ethan Hawke dans le drame de guerre Anarchy: Ride or Die. Les trois films passent inaperçus.

### Percée cinématographique (depuis 2015)

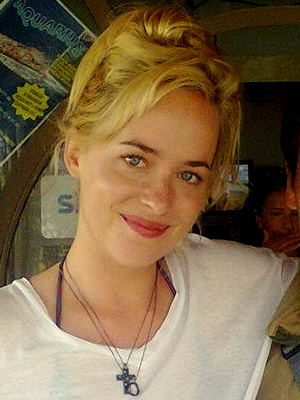
L'actrice sur le tournage de A Bigger Splash, en septembre 2014.

L'année 2015 révèle Dakota Johnson au grand public : dès janvier, elle apparaît dans le clip de la chanson Earned It de The Weeknd de la bande-originale de Cinquante nuances de Grey. Le film sort en février 2015 et connait un large succès commercial. Ce rôle lui permet d'atteindre une célébrité internationale, malgré des critiques catastrophiques.
La même année, l'actrice défend trois autres projets : en septembre 2015 sort le thriller Strictly Criminal, réalisé par Scott Cooper, et porté par la performance de la star Johnny Depp, dans le rôle d'un dangereux criminel. Elle interprète sa compagne. Elle fait également partie du quatuor d'acteurs réunis pour le remake américain du classique français, La Piscine, le thriller psychologique italien A Bigger Splash. Le film est réalisé par Luca Guadagnino. Dakota Johnson, qui reprend le rôle tenu par Jane Birkin dans le film original, y côtoie notamment Tilda Swinton et Ralph Fiennes. Enfin, elle tient le premier rôle féminin de la comédie dramatique indépendante Chloé et Théo (en).
En 2016, la comédienne retrouve la créatrice de Ben and Kate, la scénariste Dana Fox, pour le premier rôle de la comédie romantique Célibataire, mode d'emploi, entourée de Rebel Wilson et Alison Brie. Les critiques sont très mitigées.

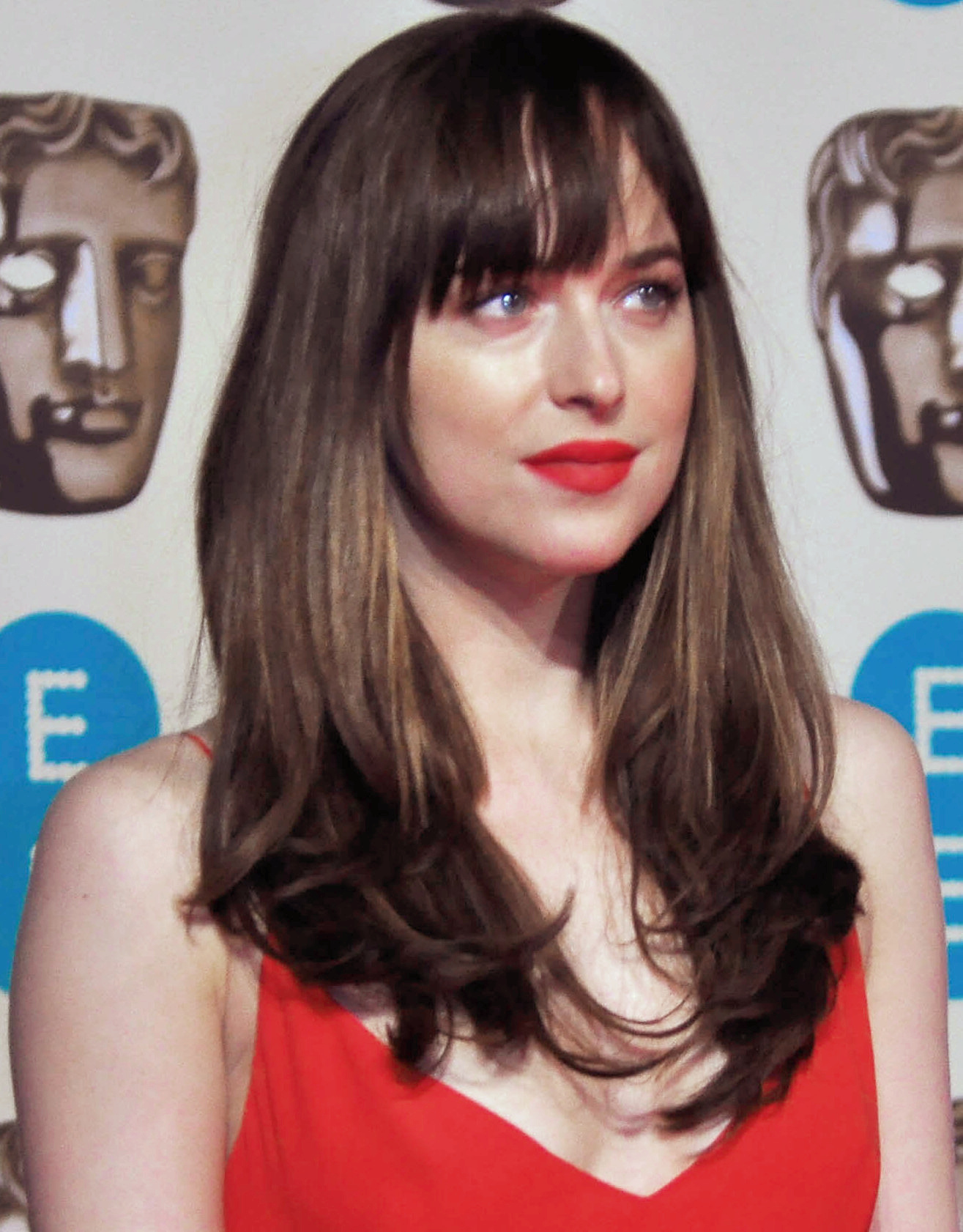
L'actrice aux Bafta de 2016.

Les années suivantes, elle se concentre sur le bouclage de la trilogie Fifty Shades. En février 2017 sort le second volet, Cinquante nuances plus sombres, et en février 2018 Cinquante nuances plus claires. Les deux longs-métrages confirment la popularité de l'univers, mais également le désintérêt des professionnels du cinéma : les critiques sont encore plus catastrophiques.
Mais l'année 2018 est aussi marquée par la sortie de productions très différentes : elle retrouve Tilda Swinton sous la direction de Luca Guadagnino pour un remake du classique d'horreur de 1977, Suspiria. Enfin, elle est une des têtes d'affiche du thriller horrifique Sale temps à l'hôtel El Royale, écrit et réalisé par Drew Goddard.
La même année, elle est également membre du jury au Festival International du Film de Marrakech 2018, sous la présidence de James Gray.
Depuis, la carrière de Dakota Johnson oscille entre des films relativement intimistes (le drame psychologique The Lost Daughter de Maggie Gyllenhaal d'après un roman d'Elena Ferrante, la comédie dramatique Cha Cha Real Smooth, le huis clos Daddio), et des films à vocation plus commerciale comme Madame Web, un long-métrage s'inscrivant dans l'univers de Spider-Man mais qui connait peu de succès.

### Vie privée
Vers fin 2017, Dakota Johnson se met en couple avec le chanteur anglais Chris Martin, leader du groupe Coldplay,,,. Ils se séparent en juin 2025, après huit ans de vie commune.

## Filmographie

### Cinéma

#### Années 1990-2010
- 1999 : La Tête dans le carton à chapeaux (Crazy in Alabama) d'Antonio Banderas : Sondra
- 2010 : The Social Network de David Fincher : Amelia Ritter
- 2011 : Sortilège (Beastly) de Daniel Barnz : Sloan
- 2012 : For Ellen de So Yong Kim : Cindy
- 2012 : Goats de Christopher Neil : Minnie
- 2012 : 21 Jump Street de Phil Lord et Chris Miller : Fugazy
- 2012 : Cinq ans de réflexion (The Five-Year Engagement) de Nicholas Stoller : Audrey
- 2014 : Date and Switch (en) de Chris Nelson : Em
- 2014 : Need For Speed de Scott Waugh : Anita Coleman
- 2014 : Anarchy: Ride or Die (Cymbeline) de Michael Almereyda : Imogen
- 2015 : Cinquante nuances de Grey (Fifty Shades of Grey) de Sam Taylor-Wood : Anastasia Steele
- 2015 : Chloé et Théo (en) (Chloe and Theo) d'Ezna Sands : Chloe
- 2015 : Strictly Criminal (Black Mass) de Scott Cooper : Lindsey Cyr
- 2015 : A Bigger Splash de Luca Guadagnino : Penelope Lannier
- 2016 : Célibataire, mode d'emploi (How to be Single) de Christian Ditter : Alice Kepley
- 2017 : Cinquante nuances plus sombres (Fifty Shades Darker) de James Foley : Anastasia Steele
- 2018 : Cinquante nuances plus claires (Fifty Shades Freed) de James Foley : Anastasia Steele-Grey
- 2018 : Suspiria de Luca Guadagnino : Susanna Bannion
- 2018 : Sale temps à l'hôtel El Royale (Bad Times at the El Royale) de Drew Goddard : Emily Summerspring
- 2019 : Wounds de Babak Anvari : Carrie
- 2019 : Le Cri du faucon (The Peanut Butter Falcon) de Tyler Nilson et Michael Schwartz : Eleanor
- 2019 : Our Friend de Gabriela Cowperthwaite : Nicole Teague

#### Années 2020
- 2020 : The Nowhere Inn de Bill Benz : elle-même
- 2020 : La Voix du succès (The High Note) de Nisha Ganatra : Maggie Sherwood
- 2021 : The Lost Daughter de Maggie Gyllenhaal : Nina
- 2022 : Am I OK? de Tig Notaro et Stephanie Allynne : Lucy (également productrice)
- 2022 : Cha Cha Real Smooth de Cooper Raiff : Domino (également productrice)
- 2022 : Persuasion de Carrie Cracknell : Anne Elliot
- 2023 : The Disappearance of Shere Hite (en) de Nicole Newnham : Shere Hite (voix - également productrice déléguée)
- 2023 : Daddio de Christy Hall : Girlie (également productrice)
- 2024 : Madame Web de S. J. Clarkson : Cassandra Webb / Madame Web
- 2025 : Materialists de Celine Song : Lucy
- 2025 : Libre échange (Splitsville) de Michael Angelo Covino : Julie
- 2026 : Verity de Michael Showalter

### Courts métrages
- 2014 : In A RelationShip de Sam Boyd : Willa
- 2015 : Just A Minute de Gustav Johansson : elle-même
- 2015 : Vale de Alejandro Amenábar : Rachel

### Télévision

#### Séries télévisées
- 2012 - 2013 : Ben and Kate : Kate Fox (rôle principal, 16 épisodes)
- 2013 : The Office : Dakota (épisode « Final »)

## Distinctions

### Récompenses
- Golden Globes 2006 : Miss Golden Globe.
- Festival du film de Hollywood 2010 : meilleure distribution  pour The Social Network partagée avec Jesse Eisenberg, Andrew Garfield, Justin Timberlake, Armie Hammer, Rashida Jones, Denise Grayson, Max Minghella, Brenda Song, Rooney Mara, John Getz, Josh Pence et Joseph Mazzello.
- Phoenix Film Critics Society Awards 2010 : Meilleure distribution pour The Social Network
- Festival international du film de Palm Springs 2011 : meilleure distribution pour The Social Network
- People's Choice Awards 2016 : Actrice dramatique préférée pour Cinquante nuances de Grey
- Film Independent Spirit Awards 2019 : Lauréate du Prix Robert Altman de la meilleure distribution pourSuspiria partagé avec Luca Guadagnino (Réalisateur), Stella Savino (Directeur de casting), Avy Kaufman (Casting), Malgorzata Bela, Ingrid Caven, Elena Fokina, Mia Goth, Jessica Harper, Gala Moody, Chloë Grace Moretz, Fabrizia Sacchi, Renée Soutendijk, Tilda Swinton, Sylvie Testud et Angela Winkler.

### Nominations
- Washington DC Area Film Critics Association Awards 2010 : Meilleure distribution pour The Social Network partagée avec Jesse Eisenberg, Andrew Garfield, Justin Timberlake, Armie Hammer, Rashida Jones, Denise Grayson, Max Minghella, Brenda Song, Rooney Mara, John Getz, Josh Pence et Joseph Mazzello.
- San Diego Film Critics Society Awards 2010 : Meilleure distribution pour The Social Network
- Central Ohio Film Critics Association Awards 2011 : Meilleure distribution pour The Social Network
- British Academy Film Awards 2016 : EE Rising Star Award

## Voix francophones
En France, Delphine Rivière est la voix française régulière de Dakota Johnson. Marie Tirmont l'a doublé à six reprises.
Au Québec, l'actrice est régulièrement doublée par Rachel Graton.